# Championnats d'Europe de patinage artistique 1982
Navigation
Édition précédente Édition suivante
Les championnats d'Europe de patinage artistique 1982 ont lieu du 2 au 7 février 1982 au palais des sports de Lyon en France.
En danse sur glace, ce sont les derniers championnats européens où les danses imposées valent autant que la danse libre.
Pour la première fois aux championnats européens, trente patineuses participent à la compétition féminine. 

## Qualifications
Les patineurs sont éligibles à l'épreuve s'ils représentent une nation européenne membre de l'Union internationale de patinage (International Skating Union en anglais). Les fédérations nationales sélectionnent leurs patineurs en fonction de leurs propres critères.
Sur la base des résultats des championnats d'Europe 1981, l'Union internationale de patinage autorise chaque pays à avoir de une à trois inscriptions par discipline. 

## Podiums
| Épreuves                            | Or                               | Argent                                | Bronze                             |
| ----------------------------------- | -------------------------------- | ------------------------------------- | ---------------------------------- |
| Messieurs résultats détaillés       | Norbert Schramm                  | Jean-Christophe Simond                | Igor Bobrin                        |
| Dames résultats détaillés           | Claudia Kristofics-Binder        | Katarina Witt                         | Elena Vodorezova                   |
| Couples résultats détaillés         | Sabine Baeß / Tassilo Thierbach  | Marina Pestova / Stanislav Leonovich  | Irina Vorobieva / Igor Lisovski    |
| Danse sur glace résultats détaillés | Jayne Torvill / Christopher Dean | Natalia Bestemianova / Andreï Boukine | Irina Moïsseïeva / Andrei Minenkov |

## Tableau des médailles
| Rang  | Nation               | Or | Argent | Bronze | Total |
| ----- | -------------------- | -- | ------ | ------ | ----- |
| 1     | Allemagne de l'Est   | 1  | 1      | 0      | 2     |
| 2     | Allemagne de l'Ouest | 1  | 0      | 0      | 1     |
| 2     | Autriche             | 1  | 0      | 0      | 1     |
| 2     | Royaume-Uni          | 1  | 0      | 0      | 1     |
| 5     | Union soviétique     | 0  | 2      | 4      | 6     |
| 6     | France               | 0  | 1      | 0      | 1     |
| Total | Total                | 4  | 4      | 4      | 12    |

## Détails des compétitions
Pour la saison 1981/1982, les calculs des points se font selon la méthode suivante :
- chez les Messieurs et les Dames (0.6 point par place pour les figures imposées, 0.4 point par place pour le programme court, 1 point par place pour le programme libre)
- chez les couples artistiques (0.4 point par place pour le programme court, 1 point par place pour le programme libre)
- en danse sur glace (1 point par place pour les trois danses imposées, 1 point par place pour la danse libre)

### Messieurs
| Rang    | Nom                    | Nation               | Points | Fig. impo. | Prog. court | Prog. libre |
| ------- | ---------------------- | -------------------- | ------ | ---------- | ----------- | ----------- |
| 1       | Norbert Schramm        | Allemagne de l'Ouest | 4.2    | 4          | 2           | 1           |
| 2       | Jean-Christophe Simond | France               |        | 1          |             |             |
| 3       | Igor Bobrin            | Union soviétique     |        | 2          |             |             |
| 4       | Rudi Cerne             | Allemagne de l'Ouest |        |            | 3           |             |
| 5       | Alexandre Fadeïev      | Union soviétique     |        |            | 4           |             |
| 6       | Heiko Fischer          | Allemagne de l'Ouest |        | 3          |             |             |
| 7       | Vladimir Kotin         | Union soviétique     |        | 5          |             |             |
| 8       | Jozef Sabovčík         | Tchécoslovaquie      |        | 7          | 1           |             |
| 9       | Grzegorz Filipowski    | Pologne              |        |            |             |             |
| 10      | Didier Monge           | France               |        |            |             |             |
| 11      | Philippe Paulet        | France               |        |            |             |             |
| 12      | Thomas Hlavik          | Autriche             |        |            |             |             |
| 13      | Oliver Höner           | Suisse               |        |            |             |             |
| 14      | Bruno Delmaestro       | Italie               |        |            |             |             |
| 15      | Miljan Begović         | Yougoslavie          |        |            |             |             |
| 16      | Mark Pepperday         | Royaume-Uni          |        |            |             |             |
| 17      | Lars Åkesson           | Suède                |        |            |             |             |
| 18      | Ed van Campen          | Pays-Bas             |        |            |             |             |
| 19      | Todd Sand              | Danemark             |        | 18         |             |             |
| 20      | Thierry Michels        | Luxembourg           |        |            |             |             |
| 21      | András Száraz          | Hongrie              |        |            |             |             |
| 22      | Eric Krol              | Belgique             |        |            |             |             |
| 23      | Boyko Aleksiev         | Bulgarie             |        |            |             |             |
| 24      | Fernando Soria         | Espagne              |        |            |             |             |
| Abandon | Alexander König        | Allemagne de l'Est   |        |            |             |             |

### Dames
| Rang    | Nom                       | Nation               | Points | Fig. impo. | Prog. court | Prog. libre |
| ------- | ------------------------- | -------------------- | ------ | ---------- | ----------- | ----------- |
| 1       | Claudia Kristofics-Binder | Autriche             | 4.8    | 1          | 3           | 3           |
| 2       | Katarina Witt             | Allemagne de l'Est   | 5.0    | 6          | 1           | 1           |
| 3       | Elena Vodorezova          | Union soviétique     |        |            |             |             |
| 4       | Deborah Cottrill          | Royaume-Uni          |        |            |             |             |
| 5       | Claudia Leistner          | Allemagne de l'Ouest |        |            |             | 2           |
| 6       | Kristiina Wegelius        | Finlande             |        |            |             |             |
| 7       | Carola Paul               | Allemagne de l'Est   |        |            |             |             |
| 8       | Karen Wood                | Royaume-Uni          |        |            |             |             |
| 9       | Janina Wirth              | Allemagne de l'Est   |        |            |             |             |
| 10      | Anna Antonova             | Union soviétique     |        |            |             |             |
| 11      | Myriam Oberwiler          | Suisse               |        |            |             |             |
| 12      | Hana Veselá               | Tchécoslovaquie      |        |            |             |             |
| 13      | Sandra Cariboni           | Suisse               |        |            |             |             |
| 14      | Manuela Ruben             | Allemagne de l'Ouest |        |            |             |             |
| 15      | Sonja Stanek              | Autriche             |        |            |             |             |
| 16      | Parthena Sarafidis        | Autriche             |        |            |             |             |
| 17      | Pairi Nieminen            | Finlande             |        |            |             |             |
| 18      | Karin Telser              | Italie               |        |            |             |             |
| 19      | Béatrice Farinacci        | France               |        |            |             |             |
| 20      | Liisa Seitsonen           | Finlande             |        |            |             |             |
| 21      | Katrien Pauwels           | Belgique             |        |            |             |             |
| 22      | Catarina Lindgren         | Suède                |        |            |             |             |
| 23      | Anette Nygaard            | Danemark             |        |            |             |             |
| 24      | Nevenka Lisak             | Yougoslavie          |        |            |             |             |
| 25      | Rosario Esteban           | Espagne              |        |            |             |             |
| 26      | Nora Miklosi              | Hongrie              |        |            |             |             |
| 27      | Ingrid Aalders            | Pays-Bas             |        |            |             |             |
| 28      | Tsvetanka Stefanova       | Bulgarie             |        |            |             |             |
| Abandon | Sanda Dubravčić           | Yougoslavie          |        |            |             |             |
| Abandon | Petra Malivuk             | Yougoslavie          |        |            |             |             |

### Couples
| Rang | Nom                                  | Nation               | Points | Prog. court | Prog. libre |
| ---- | ------------------------------------ | -------------------- | ------ | ----------- | ----------- |
| 1    | Sabine Baeß / Tassilo Thierbach      | Allemagne de l'Est   |        |             |             |
| 2    | Marina Pestova / Stanislav Leonovich | Union soviétique     |        |             |             |
| 3    | Irina Vorobieva / Igor Lisovski      | Union soviétique     |        |             |             |
| 4    | Veronika Pershina / Marat Akbarov    | Union soviétique     |        |             |             |
| 5    | Birgit Lorenz / Knut Schubert        | Allemagne de l'Est   |        |             |             |
| 6    | Susan Garland / Robert Daw           | Royaume-Uni          |        |             |             |
| 7    | Bettina Hage / Stefan Zins           | Allemagne de l'Ouest |        |             |             |
| 8    | Nathalie Tortel / Xavier Videau      | France               |        |             |             |
| 9    | Gaby Galambos / Jürg Galambos        | Suisse               |        |             |             |

### Danse sur glace
| Rang | Nom                                   | Nation               | Points | Danses imposées | Danse libre |
| ---- | ------------------------------------- | -------------------- | ------ | --------------- | ----------- |
| 1    | Jayne Torvill / Christopher Dean      | Royaume-Uni          |        |                 |             |
| 2    | Natalia Bestemianova / Andreï Boukine | Union soviétique     |        |                 |             |
| 3    | Irina Moïsseïeva / Andrei Minenkov    | Union soviétique     |        |                 |             |
| 4    | Olga Volozhinskaya / Alexander Svinin | Union soviétique     |        |                 |             |
| 5    | Karen Barber / Nicholas Slater        | Royaume-Uni          |        |                 |             |
| 6    | Nathalie Hervé / Pierre Béchu         | France               |        |                 |             |
| 7    | Jana Beránková / Jan Barták           | Tchécoslovaquie      |        |                 |             |
| 8    | Judit Péterfy / Csaba Bálint          | Hongrie              |        |                 |             |
| 9    | Wendy Sessions / Stephen Williams     | Royaume-Uni          |        |                 |             |
| 10   | Birgit Goller / Peter Klisch          | Allemagne de l'Ouest |        |                 |             |
| 11   | Petra Born / Rainer Schönborn         | Allemagne de l'Ouest |        |                 |             |
| 12   | Jindra Holá / Karol Foltán            | Tchécoslovaquie      |        |                 |             |
| 13   | Isabella Micheli / Roberto Pelizzola  | Italie               |        |                 |             |
| 14   | Maria Kniffer / Manfred Hubler        | Autriche             |        |                 |             |
| 15   | Marianne van Bommel / Wayne Deweyert  | Pays-Bas             |        |                 |             |
| 16   | Martine Olivier / Philippe Boissier   | France               |        |                 |             |
| 17   | Esther Guiglia / Roland Mader         | Suisse               |        |                 |             |
| 18   | Salia Saarinen / Kim Jacobson         | Finlande             |        |                 |             |
| 19   | Ulla Ornamerker / Thomas Svedberg     | Suède                |        |                 |             |